# Жоселін Ларок
Жоселін Ларок (фр. Jocelyne Larocque; 19 травня 1988 року, Сте. Анне, Манітоба, Канада) — канадська хокеїстка. Олімпійська чемпіонка Ігор 2014 року, чемпіонка світу (2012), віце-чемпіонка світу (2011).